# Krzyżkowice
Krzyżkowice (deutsch Kröschendorf) ist ein Ort in der Landgemeinde Lubrza im Powiat Prudnicki der  Woiwodschaft Opole kn Polen.

## Geographie
Das Straßendorf Krzyżkowice liegt im Süden von Oberschlesien an der Grenze zu Tschechien etwa sieben Kilometer südöstlich Lubrza, zehn Kilometer südöstlich von Prudnik und 54 Kilometer südwestlich von Opole (Oppeln) in der Schlesischen Tiefebene.
Nachbarorte von Krzyżkowice sind im Nordwesten Dytmarów (Dittersdorf), im Nordosten Slezské Pavlovice (Schlesisch-Paulowitz) und im Südwesten Hlinka (Glemkau).

## Geschichte

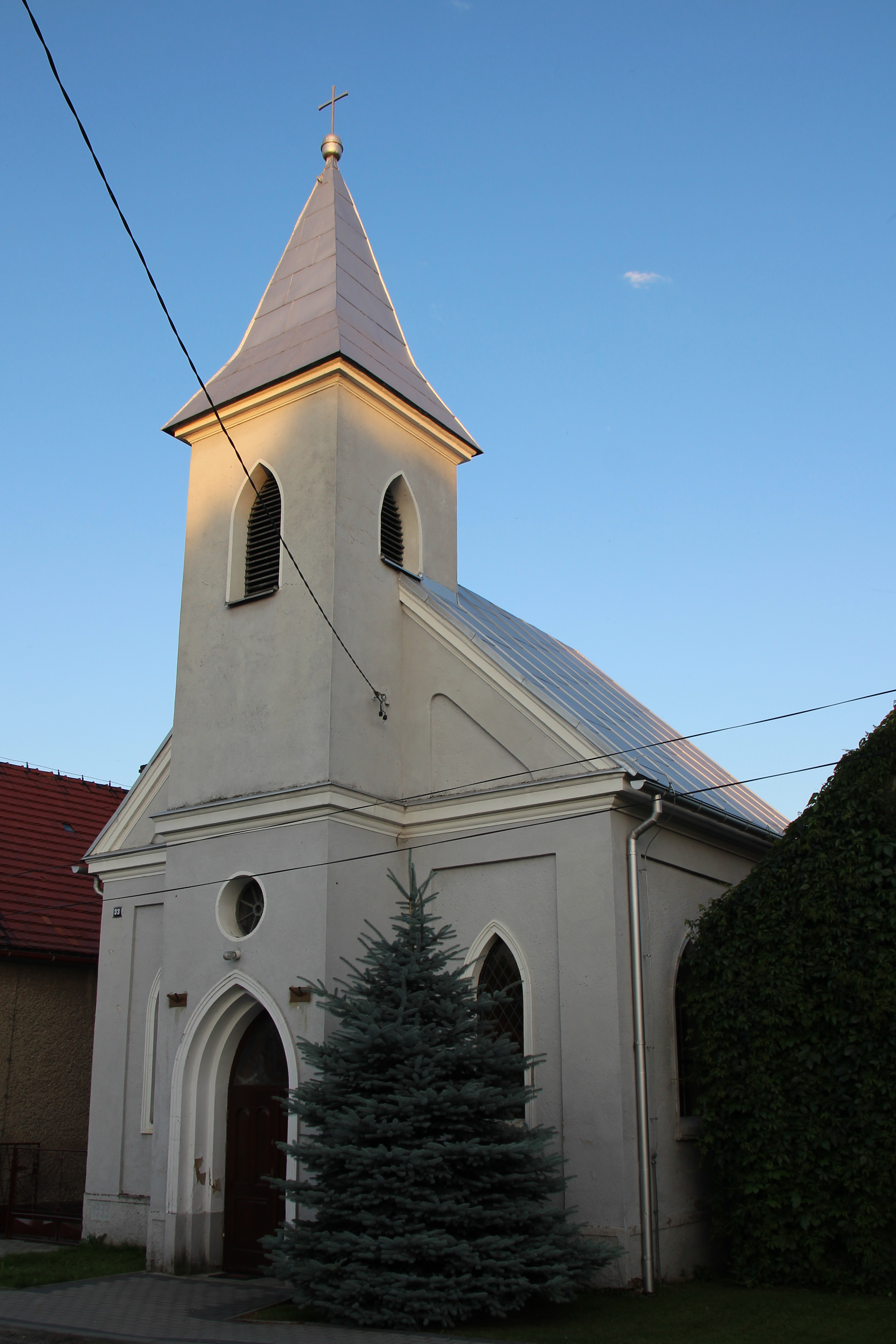
Kapelle St. Florian

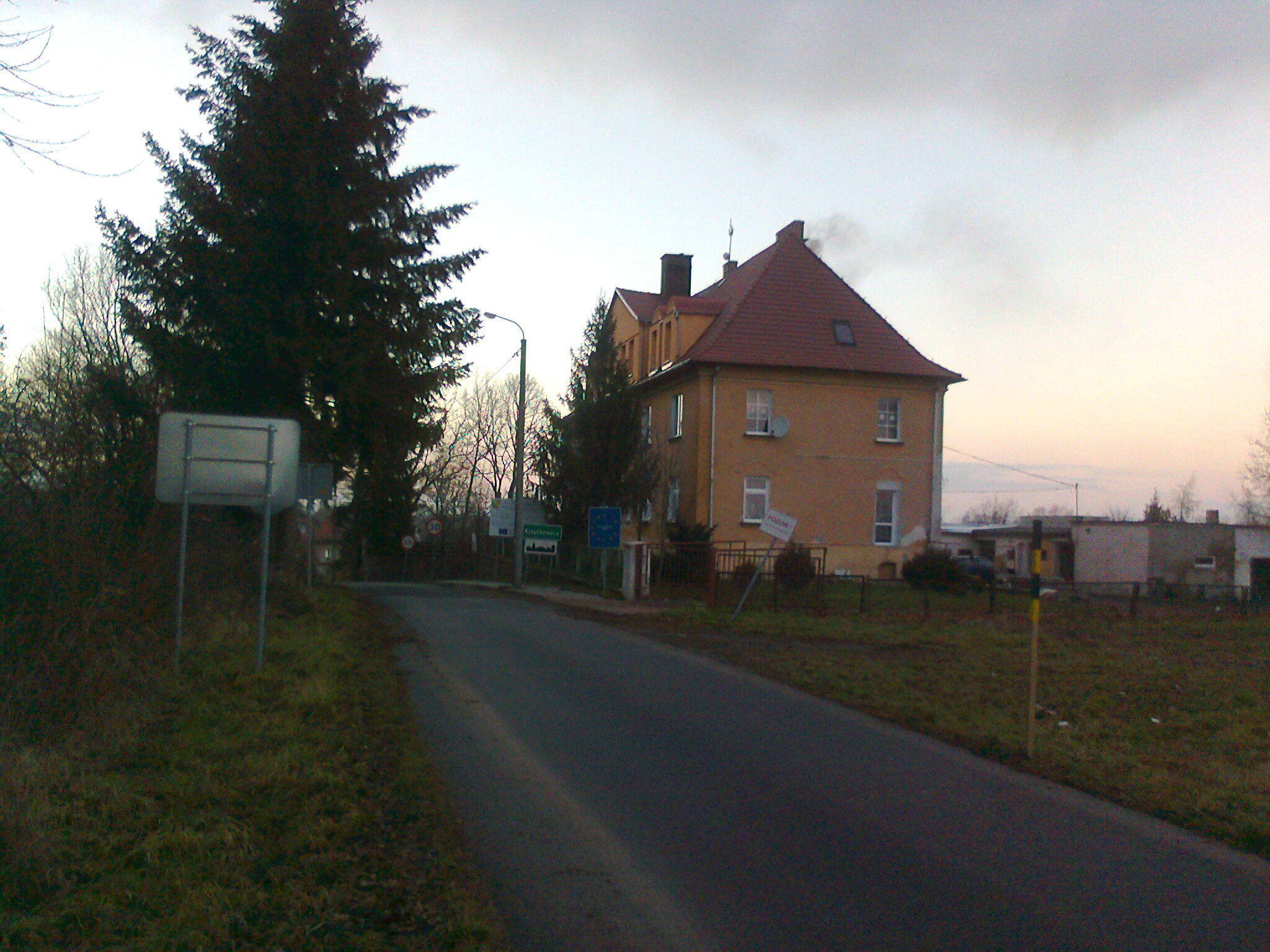
Grenzübergang

Erstmals erwähnt wurde der Ort im Jahr 1321 als Krizkowicz.
Nach dem Ersten Schlesischen Krieg 1742 gelangte Kröschendorf mit dem größten Teil Schlesiens an Preußen.
Nach der Neuorganisation der Provinz Schlesien gehörte die Landgemeinde Kröschendorf ab 1816 zum Landkreis Neustadt O.S. im Regierungsbezirk Oppeln. 1845 bestanden im Dorf eine Erbscholtisei, eine katholische Schule, eine Wassermühle, eine Jägerei sowie weitere 81 Häuser. Im gleichen Jahr lebten in Kröschendorf 460 Menschen, davon 20 evangelisch. 1855 lebten 475 Menschen in Kröschendorf. 1865 bestanden im Ort eine Erbscholtisei, 23 Bauer-, 9 Gärtner- und 26 Häuslerstellen. Die katholische Schule wurde im gleichen Jahr von 83 Schülern besucht. Eingepfarrt waren die Bewohner nach Dittersdorf. 1874 wurde der Amtsbezirk Dittersdorf gegründet, welcher aus den Landgemeinden Dittersdorf, Kreiwitz und Kröschendorf und dem Gutsbezirk Kröschendorf bestand. 1885 zählte Kröschendorf 485 Einwohner.
1933 lebten in Kröschendorf 422 sowie 1939 404 Menschen. Bis 1945 befand sich der Ort im Landkreis Neustadt O.S.
1945 kam der bisher deutsche Ort Kröschendorf unter polnische Verwaltung und wurde in Krzyżkowice umbenannt und der Woiwodschaft Schlesien angeschlossen. Die deutsche Bevölkerung wurde vertrieben. 1950 kam der Ort zur Woiwodschaft Oppeln. 1999 kam der Ort zum Powiat Prudnicki.

## Sehenswürdigkeiten
- Kapelle St. Florian
- Steinernes Wegekreuz
- Grenzstein Stadt Neustadt von 1730